# Oszam
Az Oszam (bolgárul Осъм) folyó Bulgáriа területén, a Duna jobb oldali mellékfolyója.

## Földrajzi adatok
A Balkán-hegység északi felén ered, Trojan város közelében, és Nikápolytól 5 km-re nyugatra torkollik a Dunába. Átlagos vízhozama a torkolatnál 16 m³ másodpercenként.  Vízgyűjtő területe 2 820 km², hossza 314 km.
A folyó neve az ókorban Asamus  volt.
Városok a Oszam mentén: Lovecs, Letnica és Levszki.